# James Wimshurst

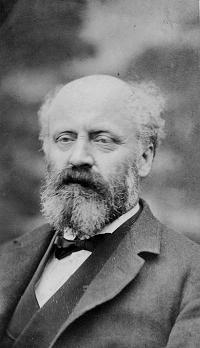
James Wimshurst

James Wimshurst (Poplar, 13 april 1832 - Clapham, 3 januari 1903) was een Engels uitvinder, technicus en scheepsbouwmeester. Alhoewel hij zijn elektriseermachines en de verbeteringen die hij erop doorvoerde niet patenteerde is hij toch bekend geworden als de uitvinder van de naar hem vernoemde Wimshurstmachine.

## Levensloop
Wimshurst werd geboren in het Britse Poplar als zoon van Henry Wimshurst, een scheepsbouwer op Ratcliffe Dock. James kreeg zijn opleiding op Steabonheath House in Londen en werd daarna leerjongen bij James Mare. Nadat hij in 1865 was overgeplaatst naar Liverpool, werkte hij het Liverpool Assurantie Kantoor. In 1874 sloot hij zich aan bij de "Board of Trade", onderdeel van de kamer van koophandel, als hoofdopzichter scheepsbouw bij Lloyd's Register. Later, in 1890, zou hij de "Board of Trade" afgevaardigde worden op een internationale bijeenkomst in Washington.

## Elektriseermachine
Een groot gedeelte van zijn vrije tijd besteedde Wimshurst aan experimenten. In 1878 begon hij proeven te doen met influentie elektriseermachines, waarmee elektrische vonken werden opgewekt voor zowel wetenschappelijke doeleinden als amusementsvermaak. Op basis van elektriseermachines van August Toepler en Wilhelm Holtz bouwde hij verschillende type elektrostatische inductiesmachines.
Zijn verbeteringen en verfijningen leidde uiteindelijk in 1883 tot een apparaat dat onder zijn naam algemeen bekend is geworden. In 1885 werd een van de grootste Wimhurstmachines in Engeland gebouwd (Staat thans in het Chicago Museum of Science and Industry).

## Genootschappen
Wimshurst werd in 1889 lid van de Institution of Electrical Engineers (IEE). In 1891 rapporteerde hij een machine die hoogspanning wisselstroom genereerde. In 1896 vonden zijn elektriseermachines een nieuwe toepassing als röntgengenerator in de radiologie en de elektrotherapie. Voor zijn aandeel in deze medische wetenschap werd Wimshurst gekozen als Fellow of the Royal Society. Hij overleed op 70-jarige leeftijd in Clapham, Engeland.